# 帝乙
帝乙（ていいつ）は、殷朝の第29代王の諡号。周代の資料に現れる諡号。
太丁の子。箕子、比干の兄。微子啓・微子衍・帝辛（紂王）の父。

## 帝乙の不祀
帝辛（紂王）の代の甲骨文占卜で先王を文武丁とし父祖の中に帝乙を記しておらず、実在を疑う研究者もいる。
周代の資料には諡号として帝乙が記されていることから、帝辛と同様に周代に作られた諡号の可能性がある。
なお、周王（文王あるいは武王）は、帝乙の宗廟で殷王朝初代の湯王を祀っている。